# Iron Fist (televisieserie)
Marvel's Iron Fist, of kortweg Iron Fist, is een Amerikaanse televisieserie. De reeks, die gebaseerd is op de gelijknamige superheld van Marvel, werd ontwikkeld door Scott Buck. Het titelpersonage wordt vertolkt door Finn Jones. Op 17 maart 2017 ging het eerste seizoen in première op de streamingdienst Netflix. Na twee seizoenen werd de serie geannuleerd.

## Productie
In november 2013 kondigden Marvel en moederbedrijf Disney aan dat de streamingdienst Netflix vier series zou maken rond de personages Daredevil, Jessica Jones, Iron Fist en Luke Cage. Deze vier series zouden de aanloop vormen naar een miniserie over The Defenders.
In december 2015 werd Scott Buck in dienst genomen om de serie over Iron Fist te ontwikkelen. Twee maanden later werd de toen 27-jarige Finn Jones gecast als het titelpersonage. In april 2016 werden ook Jessica Henwick, David Wenham, Jessica Stroup en Tom Pelphrey aan de cast toegevoegd.
De opnames voor de serie gingen in april 2016 van start in New York en eindigden in oktober 2016. Op 17 maart 2017 werden alle afleveringen van het eerste seizoen beschikbaar gemaakt op de streamingdienst Netflix. De reeks kreeg overwegend negatieve recensies.

## Marvel Cinematic Universe
'Iron Fist vormt samen met de series Daredevil, Jessica Jones en Luke Cage de aanloop naar de miniserie The Defenders.

## Verhaal
Na vijftien jaar lang dood te zijn gewaand keert Danny Rand terug naar New York, waar hij zijn familiebedrijf wil terugeisen. Als zijn alter ego Iron Fist probeert hij de stad te beschermen tegen criminele bedreigingen.

## Rolverdeling
Legenda
 = Hoofdrol
 = Bijrol
 = Geen rol
| Acteur / actrice      | Personage              | S1      | S2      |
| --------------------- | ---------------------- | ------- | ------- |
| Finn Jones            | Danny Rand / Iron Fist | 13 afl. | 10 afl. |
| Jessica Henwick       | Colleen Wing           | 13 afl. | 10 afl. |
| Tom Pelphrey          | Ward Meachum           | 11 afl. | 10 afl. |
| Jessica Stroup        | Joy Meachum            | 13 afl. | 10 afl. |
| Sacha Dhawan          | Davos                  | 5 afl.  | 10 afl. |
| Alice Eve             | Mary Walker            |         | 10 afl. |
| David Wenham          | Harold Meachum         | 10 afl. |         |
| Simone Missick        | Misty Knight           |         | 6 afl.  |
| Rosario Dawson        | Claire Temple          | 6 afl.  |         |
| Ramón Rodriguez       | Bakuto                 | 5 afl.  |         |
| Wai Ching Ho          | Madame Gao             | 9 afl.  |         |
| Giullian Yao Gioiello | BB                     |         | 8 afl.  |
| Christine Toy Johnson | Mrs. Yang              |         | 7 afl.  |
| Fernando Chien        | Chen Wu                |         | 7 afl.  |
| Natalie Smith         | Bethany                |         | 6 afl.  |
| Henry Yuk             | Hai-Qing Yang          | 3 afl.  | 3 afl.  |
| Jason Lai             | Ryhno                  |         | 5 afl.  |
| Alex Wyse             | Kyle                   | 4 afl.  |         |
| Marquis Rodriguez     | Darryl                 | 5 afl.  |         |
| Clifton Davis         | Lawrence Wilkins       | 5 afl.  |         |
| Carrie-Anne Moss      | Jeryn Hogarth          | 3 afl.  |         |
| Rob Morgan            | Turk Barrett           |         | 1 afl.  |

## Afleveringen

### Seizoen 1
| #  | Titel aflevering               | Regisseur        | Geschreven door                                  | Releasedatum Netflix |
| -- | ------------------------------ | ---------------- | ------------------------------------------------ | -------------------- |
| 1  | Snow Gives Way                 | John Dahl        | Scott Buck                                       | 17 maart 2017        |
| 2  | Shadow Hawk Takes Flight       | John Dahl        | Scott Buck                                       | 17 maart 2017        |
| 3  | Rolling Thunder Cannon Punch   | Tom Shankland    | Quinton Peeples                                  | 17 maart 2017        |
| 4  | Eight Diagram Dragon Palm      | Miguel Sapochnik | Scott Reynolds                                   | 17 maart 2017        |
| 5  | Under Leaf Pluck Lotus         | Uta Briesewitz   | Cristine Chambers                                | 17 maart 2017        |
| 6  | Immortal Emerges from Cave     | RZA              | Dwain Worrell                                    | 17 maart 2017        |
| 7  | Felling Tree with Roots        | Farren Blackburn | Ian Stokes                                       | 17 maart 2017        |
| 8  | The Blessing of Many Fractures | Kevin Tancharoen | Tamara Becher-Wilkinson                          | 17 maart 2017        |
| 9  | The Mistress of All Agonies    | Jet Wilkinson    | Pat Charles                                      | 17 maart 2017        |
| 10 | Black Tiger Steals Heart       | Peter Hoar       | Quinton Peeples                                  | 17 maart 2017        |
| 11 | Lead Horse Back to Stable      | Deborah Chow     | Ian Stokes                                       | 17 maart 2017        |
| 12 | Bar the Big Boss               | Andy Goddard     | Scott Reynolds                                   | 17 maart 2017        |
| 13 | Dragon Plays with Fire         | Stephen Surjik   | Scott Buck, Tamara Becher-Wilkinson, Pat Charles | 17 maart 2017        |

### Seizoen 2
| #  | Titel aflevering                 | Regisseur          | Geschreven door     | Releasedatum Netflix |
| -- | -------------------------------- | ------------------ | ------------------- | -------------------- |
| 1  | The Fury of Iron Fist            | David Dobkin       | Raven Metzner       | 7 september 2018     |
| 2  | The City's Not for Burning       | Rachel Talalay     | Jon Worley          | 7 september 2018     |
| 3  | This Deadly Secret               | Toa Fraser         | Tatiana Suarez-Pico | 7 september 2018     |
| 4  | Target: Iron Fist                | MJ Bassett         | Jenny Lynn          | 7 september 2018     |
| 5  | Heart of the Dragon              | Mairzee Almas      | Declan De Barra     | 7 september 2018     |
| 6  | The Dragon Dies at Dawn          | Philip John        | Matthew White       | 7 september 2018     |
| 7  | Morning of the Mindstorm         | Stephen Surjik     | Rebecca Dameron     | 7 september 2018     |
| 8  | Citadel on the Edge of Vengeance | Julian Holmes      | Melissa Glenn       | 7 september 2018     |
| 9  | War Without End                  | Sanford Bookstaver | Daniel Shattuck     | 7 september 2018     |
| 10 | A Duel of Iron                   | Jonas Pate         | Raven Metzner       | 7 september 2018     |